# Partula navigatoria
Partula navigatoria – wymarły na wolności gatunek lądowego ślimaka trzonkoocznego z rodziny Partulidae. Występował endemicznie na wyspie Raiatea w Polinezji Francuskiej. Gatunek zaczął zanikać pod koniec lat 80. XX w. w wyniku sprowadzenia inwazyjnego gatunku Euglandina rosea. Do 1992 roku pozostało już niewiele osobników tego gatunku, a podczas badań przeprowadzonych w latach 1994 i 2000 nie znaleziono żadnych żywych osobników na wolności. Osobniki odnalezione w 1992 roku stanowiły podstawę udanego programu hodowli zachowawczej. W 2016 roku rozpoczęto próby reintrodukcji gatunku.
Wyróżniono trzy podgatunki gatunku:
- Partula navigatoria levilineata Crampton, 1956
- Partula navigatoria navigatoria Pfeiffer, 1849
- Partula navigatoria radiata Pease, 1864